# Hemicrania continua
Die Hemicrania continua ist eine primäre Kopfschmerzerkrankung. Sie ist charakterisiert durch streng einseitige, zumeist täglich auftretende Kopfschmerzen. Die Erkrankung gehört zur Gruppe der trigemino-autonomen Kopfschmerzerkrankungen, es treten entsprechend auch autonome Begleitsymptome, wie etwa Augenrötung oder -tränen, Naselaufen oder Schwitzen (jeweils auf der von Schmerzen betroffenen Kopfseite) auf.

## Epidemiologie
Die Hemicrania continua gehört zu den selteneren Kopfschmerzerkrankungen, wobei die genaue Prävalenz unbekannt ist. Die Erkrankung beginnt meist zwischen dem 30. und 60. Lebensjahr, Frauen sind etwa doppelt so häufig betroffen wie Männer.

## Symptome
Die Hemicrania continua ist durch einseitige Kopfschmerzen, meist temporal oder frontal,  charakterisiert. Der meist leichte bis mittelstarke Dauerkopfschmerz geht mit eingelagerten Phasen starker Schmerzen (über Sekunden bis Wochen, meist aber 2–3 Tagen) einher. Autonome Begleitsymptome treten meist in diesen Phasen der Schmerzzunahme auf. Zu den häufigsten dieser Symptome gehören Tränenlaufen, nasale Verstopfung, Augenrötung, Ptosis und Naselaufen (weitere Symptome siehe Diagnosekriterien). Weiterhin kann Unruhe und Agitiertheit auftreten.
Selten kann es zu einem Wechsel der Kopfschmerzseite beim individuellen Betroffen kommen.

## Diagnose
Die Hemicrania continua wird gemäß den nachfolgenden Kriterien diagnostiziert. Der Betroffene sollte von einem Neurologen klinisch untersucht worden sein und eine Bildgebung des Kopfes mittels Magnetresonanztomografie (MRT) erhalten haben, um Kopfschmerzen anderer Ursache auszuschließen. Das Ansprechen auf Indometacin ist obligat für die Diagnose.
Diagnostische Kriterien gemäß der Internationalen Klassifikation von Kopfschmerzerkrankungen (ICHD-3)
- A) Einseitiger Kopfschmerz, der die Kriterien B bis D erfüllt
- B) Für >3 Monate vorliegend, mit Verschlechterungen von mäßiger oder stärkerer Intensität
- C) Einer oder beide der folgenden Punkte:

1. Mindestens eines der folgenden Symptome oder Zeichen, jeweils ipsilateral zum Kopfschmerz:
  1. konjunktivale Injektion und/oder
  2. nasale Kongestion und/oder
  3. Lidödem
  4. Schwitzen im Bereich der Stirn oder des Gesichtes
  5. Miosis und/oder Ptosis
2. Körperliche Unruhe oder Agitiertheit oder Schmerzzunahme durch Bewegung

- D) Therapeutisches Ansprechen auf Indometacin
- E) Nicht besser erklärt durch eine andere ICHD-3-Diagnose

Die Diagnosekriterien unterscheiden zwischen zwei Verlaufsformen:
- Hemicrania continua mit nicht remittierendem Verlauf, bei der über mindestens ein Jahr lang täglich Kopfschmerzen auftreten
- Hemicrania continua mit remittierendem Verlauf, bei der symptomfreie Abschnitte von mindestens 24 Stunden zwischen den Kopfschmerzphasen auftreten.

## Behandlung
Die Hemicrania continua wird mit Indometacin behandelt. Das Ansprechen auf diese Therapie ist ein diagnostisches Kriterium der Erkrankung (s. o.). Aufgrund des Nebenwirkungsprofils muss die geringste wirksamste Indometacin-Dosis für die Langzeittherapie ausgewählt werden. Zum Schutz vor gastrointestinalen Nebenwirkungen (Blutungen, Ulcera) ist eine Begleittherapie mit einem Protonenpumpenhemmer notwendig.

## Geschichte
Die Symptome einer Hemicrania continua wurden erstmals 1981 als Variante eines Clusterkopfschmerzes beschrieben, der Begriff „Hemicrania continua“ wurde 1984 geprägt. Seit 2013 wird die Erkrankung als trigemino-autonome Kopfschmerzerkrankung klassifiziert.